# IC 4746
IC 4746 — галактика типу P (особлива галактика) у сузір'ї Павич.
Цей об'єкт міститься в оригінальній редакції індексного каталогу.